# As-Simiya
As-Simiya of al-Simiya (Arabisch: السيمياء), (Engels: As Simiya) is een Palestijns dorp dat behoort tot de stad Dura in het gouvernement Hebron, in het zuiden van de Westelijke Jordaanoever.

## Geografie
Het dorp ligt ongeveer 14 kilometer ten westen van de stad Hebron, en op een hoogte van 460 meter boven zeeniveau.

## Bevolking
Volgens de volkstelling van 1961 telde As-Simiya 196 inwoners.
Bij de telling van 1997 was het aantal inwoners gestegen tot 1225.